# Aeolosia aroa
Aeolosia aroa là một loài bướm đêm thuộc phân họ Arctiinae, họ Erebidae.